# فقط دعني أكون (رواية)
رواية فقط دعني أكون (بالإنجليزية: Just Let Me Be)‏ هي رواية للكاتب الأسترالي جون كليري. نشرت عام 1950.
وهي ثالث رواية للكاتب.